# Philippe Noiret

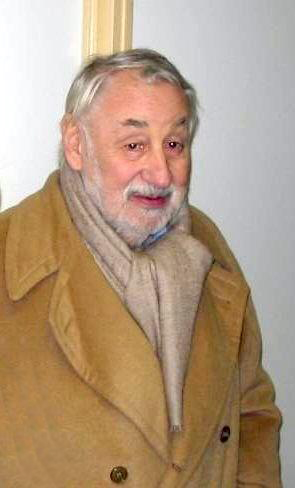
Philippe Noiret (2003)

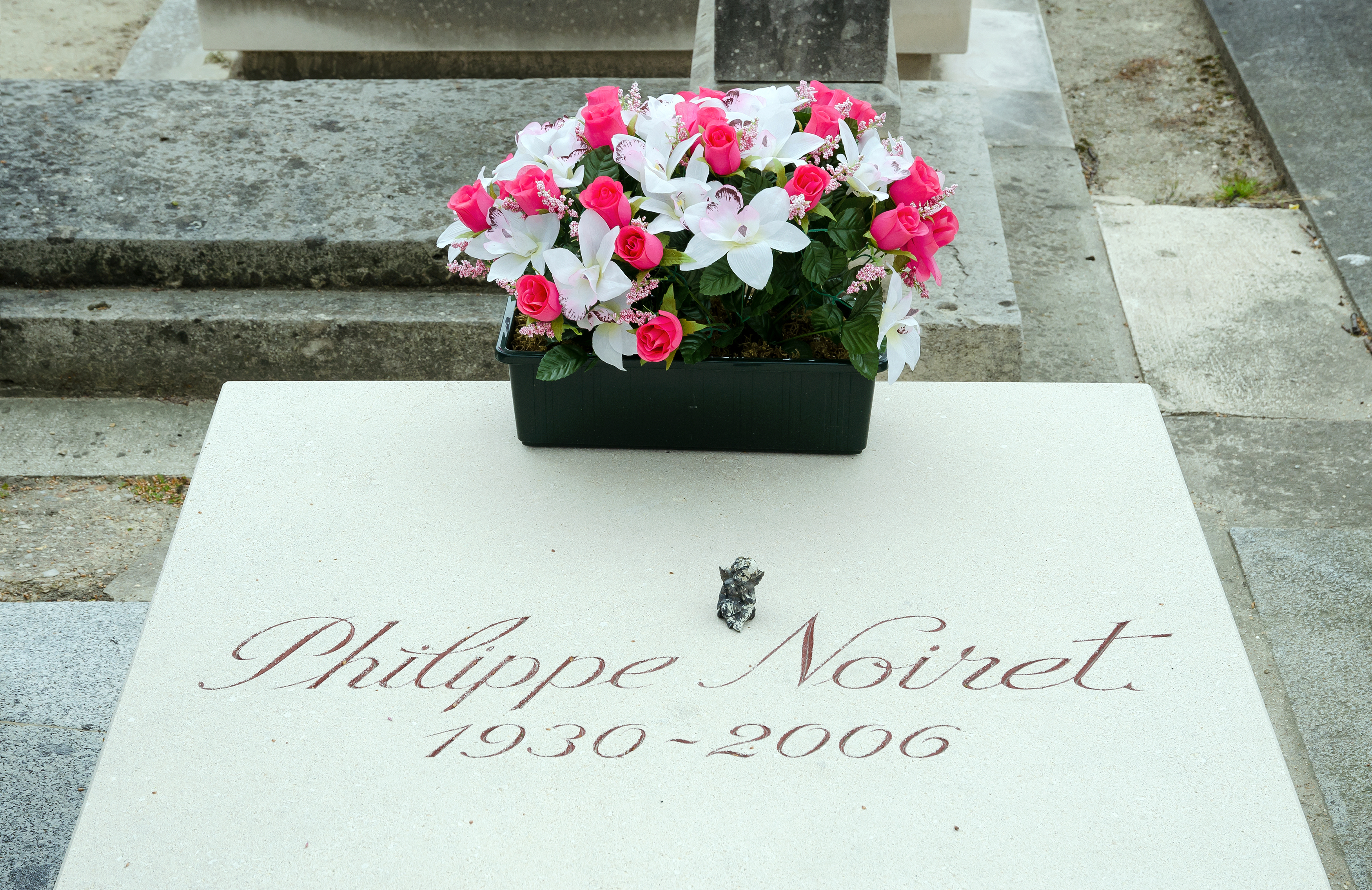
Noirets Grab auf dem Cimetière de Montparnasse

Philippe Noiret (* 1. Oktober 1930 in Lille; † 23. November 2006 in Paris) war ein französischer Schauspieler. Er spielte zunächst im Theater und später in 150 Kino- und Fernsehfilmen unter der Regie bedeutender internationaler Filmregisseure. Noiret war an der Seite von nahezu allen französischen Schauspielern von Rang zu sehen. Besonders häufig arbeitete er mit dem Regisseur Bertrand Tavernier zusammen.

## Leben und Werk
Schon Noirets Vater, ein Textilkaufmann, hegte eine Leidenschaft für Literatur und Poesie. Philippe Noiret verbrachte seine Kindheit in Toulouse (viele Jahre später kehrte er in die Region Okzitanien zurück und hatte in der Nähe von Carcassonne ein kleines Landhaus als Zweitwohnsitz). Mit seinen ersten Schritten in ein unabhängiges Leben tat er sich zunächst schwer. Dreimal scheiterte er bei der Prüfung zum höchsten Schulabschluss Baccalauréat. Mit einer Nebenrolle debütierte er 1949 in einer Verfilmung des Kurzromans Gigi von Colette. Ab 1950 folgte dann eine Schauspielausbildung bei Roger Blin am Centre Dramatique de l’Ouest in Paris.
1953 wurde er auf Vermittlung von Jean-Pierre Darras in Jean Vilars Ensemble des Théâtre national populaire in Paris aufgenommen, wo er sieben Jahre blieb. Während dieser Zeit trat er mit Darras auch als Unterhalter und Komödiant in einem Pariser Nachtklub auf. Am Theater lernte er seine spätere Frau kennen, die Schauspielerin Monique Chaumette, die er 1962 heiratete und die gelegentlich auch beruflich seine Partnerin war.
Noch vor seinem großen Durchbruch verkörperte Noiret unter der Regie von Alfred Hitchcock in Topas einen prägnanten Charakter in einer Nebenrolle. Bekannt wurde er 1968 mit der Hauptrolle in dem Film Alexander, der Lebenskünstler, in dem – den Zeitgeist treffend – die Fixierung der Gesellschaft am Leistungsdenken infrage gestellt wurde.
Seine ausdruckvollsten Rollen spielte er in Louis Malles Zazie (1960) sowie in Das große Fressen (1973) und Cinema Paradiso (1988). An Noirets Schauspielkunst wurde vor allem seine große Wandlungsfähigkeit hervorgehoben. Er stellte häufig Bösewichter in vielen Schattierungen dar. Die Charakterdarstellungen waren nicht selten ironisch gebrochen. Wegen seines eher durchschnittlich wirkenden Gesichts wurde Noiret zunächst nicht für romantische Rollen besetzt, sondern nur für gutmütige Charaktertypen. Erst nach seinem Auftritt in der Farce Das große Fressen erhielt er auch Angebote für komplexe und in sich widersprüchliche Rollen. Die große Intensität ergab sich bei seinen Rollendarstellungen häufig aus dem Spannungsfeld von gutmütigem, weichem Habitus auf der einen und brüskierenden Handlungsweisen und zynischen Verbalattacken auf der anderen Seite. Als Paradebeispiel dafür kann seine Darstellung des populären Showmasters und vermeintlichen Wohltäters Christian Legagneur in dem Kriminalfilm Masken (1987) von Claude Chabrol gesehen werden, insgeheim macht dieser sich über seine Zuschauer lustig und genießt seinen Zynismus.
In der Öffentlichkeit pflegte Noiret dagegen gern das Image des eleganten Dandys, Gourmets und humorvollen Bonvivants mit Hut, weißem Anzug und Zigarre, er liebte Pferde und trug teure Schuhe. Noiret zählte jahrzehntelang zu den populärsten französischen Charakterdarstellern und genoss im In- und Ausland großes Renommee bei Kritik und Publikum.
Noiret starb nach langer schwerer Krebserkrankung am 23. November 2006 in seinem Haus in Paris. Er hinterließ seine Frau Monique Chaumette und die gemeinsame Tochter Frédérique. Philippe Noiret fand seine letzte Ruhestätte auf dem Cimetière de Montparnasse in Paris.

## Filmografie (Auswahl)
- 1951: Olivia
- 1955: La Pointe-Courte
- 1960: Eine süße Katastrophe (Ravissante)
- 1960: Zazie (Zazie dans le métro)
- 1961: Alles Gold dieser Welt (Tout l’or du monde)
- 1961: Galante Liebesgeschichten (Les Amours celèbres)
- 1961: Hinter fremden Fenstern (Le Rendez-vous)
- 1961: Verbrechen aus Liebe (Le Crime ne paie pas)
- 1962: Die Tat der Thérèse D. (Thérèse Desqueyroux)
- 1962: Der dunkelgrüne Koffer (Ballade pour un voyou)
- 1963: Tod, wo ist dein Sieg? (Mort, où est ta victoire?)
- 1963: Unschuldig geächtet (La Porteuse du pain)
- 1964: Cyrano und d’Artagnan (Cyrano et d'Artagnan)
- 1964: Monsieur
- 1965: Lady L
- 1966: Leben im Schloß (La Vie de château)
- 1966: Nur eine Nacht, Chérie (Les sultans)
- 1966: Wer sind Sie, Polly Magoo? (Qui êtes-vous, Polly Magoo?)
- 1967: Die Nacht der Generale (La Nuit des généraux)
- 1967: Der eine und die andere (L’Une et l’autre)
- 1967: Siebenmal lockt das Weib (Woman Times Seven)
- 1968: Alexander, der Lebenskünstler (Alexandre le bienheureux)
- 1968: Mr. Freedom (Mister Freedom)
- 1968: Tanjas Geliebter (Adolphe ou l’âge tendre)
- 1969: Alexandria – Treibhaus der Sünde (Justine)
- 1969: Mörder GmbH (The Assassination Bureau Ltd.)
- 1969: Adel schützt vor Torheit nicht (Clérambard)
- 1969: Topas
- 1970: Wenn Marie nur nicht so launisch wär’ (Les Caprices de Marie)
- 1971: Das Wiegenlied der Verdammten (Murphy’s War)
- 1971: Das Pariser Appartement (A Time for Loving)
- 1971: Das späte Mädchen (La vieille fille)
- 1971: Eine verrückte Familie (La Mandarine)
- 1971: Zärtliche Wünsche (Les Aveux et les plus doux)
- 1972: Das fünfblättrige Kleeblatt (Le Trefle à cinq feuilles)
- 1972: Das Attentat (L'Attentat)
- 1973: Die Schlange (Le Serpent)
- 1973: Berühre nicht die weiße Frau (Touche pas à la femme blanche)
- 1973: Das große Fressen (La grande bouffe)
- 1973: Die Gaspards (Les Gaspard)
- 1974: Das Netz der tausend Augen (Le Secret)
- 1974: Das Spiel mit dem Feuer (Le heu avec la feu)
- 1974: Der Uhrmacher von St. Paul (L’Horloger de Saint-Paul)
- 1974: Wenn das Fest beginnt … (Que la fête commence …)
- 1974: Eine Wolke zwischen den Zähnen (Une nuage entre les dents)
- 1975: Das alte Gewehr (Le vieux fusil)
- 1975: Ein irres Klassentreffen (Amici miei)
- 1975: Der Richter und der Mörder (Le Juge et l’assassin)
- 1976: Die Frau am Fenster (Une femme à sa fenêtre)
- 1976: Die Tatarenwüste (Il deserto dei tatari)
- 1977: Die Barrikade von Point du Jour (La Barricade du Point du Jour)
- 1977: Das malvenfarbene Taxi (Un taxi mauve)
- 1977: Ein verrücktes Huhn (Tendre poulet)
- 1978: Die Schlemmer-Orgie (Who Is Killing the Great Chefs of Europe?)
- 1978: Der Zeuge (Le Témoin)
- 1979: Zwei Väter, ein Kind und sie schöne Lucia (Due pezzi di pane)
- 1980: Auch Mörder haben schöne Träume (Pile ou face)
- 1980: Ferien für eine Woche (Une semaine de vacances)
- 1980: Wer hat den Schenkel von Jupiter geklaut? (On a volé la cuisse de Jupiter)
- 1981: Drei Brüder (Tre fratelli)
- 1981: Der Saustall (Coup de torchon)
- 1982: Meine Freunde (Amici mei atto II°)
- 1982: Stern des Nordens (L’Étoile du Nord)
- 1983: Abschied von Tadjira (Le grand carnaval)
- 1983: Der Buschpilot (L’Africain)
- 1983: Mein Freund, der Frauenheld (L’Ami de Vincent)
- 1984: Die Bestechlichen (Les Ripoux)
- 1984: Fort Saganne
- 1984: Souvenirs, Souvenirs
- 1985: Aurora
- 1985: Die Familienpyramide (L’Été prochain)
- 1986: Twist Again in Moskau (Twist again à Moscou)
- 1985: Zweifelhafte Karriere (Le quatrième pouvoir)
- 1986: Hoffen wir, daß es ein Mädchen wird (Speriamo che sia femmina)
- 1986: Um Mitternacht (Autour de minuit)
- 1987: Die Familie (La famiglia)
- 1987: Brille mit Goldrand (Gli occhiali d’oro)
- 1987: Ertrinken verboten (Noyade interdite)
- 1987: Masken (Masques)
- 1988: Chouans! – Revolution und Leidenschaft (Chouans!)
- 1988: Cinema Paradiso (Nuovo cinema Paradiso)
- 1988: Il giovane Toscanini
- 1988: Die Liebhaberin (Il frullo del passero)
- 1989: Das Leben und nichts anderes (La Vie et rien d’autre)
- 1989: Palermo vergessen (Dimenticare Palermo)
- 1989: Die Rückkehr der Musketiere
- 1990: Gauner gegen Gauner (Ripoux contre ripoux)
- 1990: Uranus
- 1991: Amnesty International – Schreiben gegen das Vergessen (Écrire contre l’oubli)
- 1991: Ich küsse nicht (J’embrasse pas)
- 1992: Max & Jeremie (Max et Jérémie)
- 1993: Tango Mortale (Tango)
- 1994: D’Artagnans Tochter (La Fille de d’Artagnan)
- 1994: Les Milles – Gefangen im Lager (Les Milles)
- 1994: Der Postmann (Il postino)
- 1996: La Tournée – Bühne frei für drei Halunken (Les grands ducs)
- 1996: Die stumme Herzogin (Marianna Ucria)
- 1996: Tanz der Wissenschaft: Die Curies – Ein Herz und eine Forscherseele (Les Palmes de M Schutz)
- 1997: Duell der Degen (Le Bossu)
- 2000: Le pique-nique de Lulu Kreutz – Regie: Didier Martiny
- 2003: Die Bestechlichen 3 – Rückkehr eines Gauners (Ripoux 3)
- 2007: Trois amis

## Synchronisation
- 1987: Der Mann, der Bäume pflanzte (L’homme qui plantait des arbres)

## Dokumentation
- Philippe Noiret – Grand Seigneur des Kinos. Dokumentation, Frankreich, 2009, 52 Min., Regie: Antoine de Meaux, Produktion: ARTE France, Cinétévé, deutsche Erstausstrahlung: 17. Mai 2009, Inhaltsangabe von arte

## Auszeichnungen
British Academy Film Award
- 1991 in der Kategorie Bester Schauspieler (Cinema Paradiso)

César
- 1976 in der Kategorie Bester Hauptdarsteller (Das alte Gewehr)
- 1990 in der Kategorie Bester Hauptdarsteller (Das Leben und nichts anderes)

David di Donatello
- 1976 in der Kategorie Bester ausländischer Schauspieler (Das alte Gewehr)
- 1990 in der Kategorie Bester ausländischer Schauspieler (Das Leben und nichts anderes)

Europäischer Filmpreis
- 1989 in der Kategorie Bester Schauspieler (Cinema Paradiso)

London Critics Circle Film Awards
- 1991 Auszeichnung als Schauspieler des Jahres (Cinema Paradiso)

National Board of Review
- 1970 NBR Award in der Kategorie Bester Nebendarsteller (Topas)

Nastro d’Argento des Sindacato Nazionale Giornalisti Cinematografici Italiani
- 1986 in der Kategorie Bester ausländischer Schauspieler (Der Saustall)

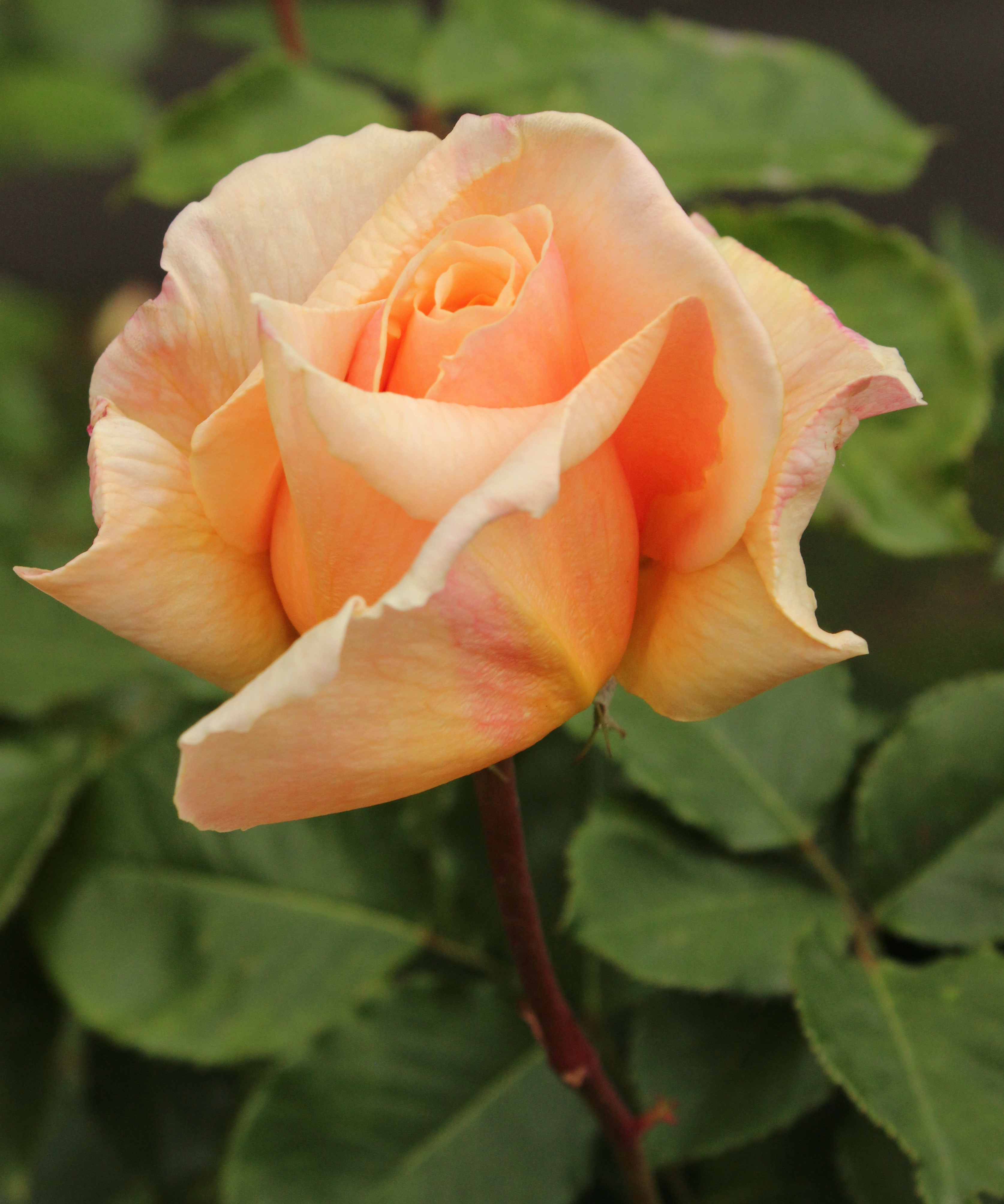
'Philippe Noiret', Meilland vor 1998

Eine von Michèle Meilland Richardier gezüchtete orange Teehybride wurde zu Ehren des Schauspielers 1998 unter dem Namen 'Philippe Noiret' eingeführt.